# Thảm sát Huế Tết Mậu Thân
Thảm sát tại Huế Tết Mậu Thân (tiếng Anh: Huế massacre) là một sự kiện trong Chiến tranh Việt Nam khi nhiều ngôi mộ tập thể chôn tử thi trong chiến trận Huế được phát hiện. Việc phát hiện hố chôn xảy ra khi Quân đội Nhân dân Việt Nam và Mặt trận Dân tộc Giải phóng miền Nam Việt Nam mở cuộc tổng tấn công Tết Mậu Thân và đóng ở Huế một tháng, sau đó bị triệt thoái trước sự phản công của Quân lực Việt Nam Cộng hòa và Quân đội Hoa Kỳ.
Một số nhà chức trách Mỹ và Việt Nam Cộng hòa cùng một số nhà báo coi hố chôn tập thể là một trong những chứng cứ để kết luận Quân giải phóng miền Nam đã thực hiện cuộc thanh toán quy mô lớn ở Huế và vùng phụ cận trong 4 tuần chiếm đóng. Có nguồn cho rằng các vụ giết người này là có chủ trương nhằm thanh trừng cả một tầng lớp trong xã hội miền Nam. Nguồn khác, trong đó có nhóm phản chiến thì khẳng định rằng số lượng và hoàn cảnh của những người bị giết đã bị khuếch đại và ngụy tạo để phục vụ mục đích tuyên truyền trong chiến tranh. Nguồn từ phía quân Giải phóng thì ghi nhận họ đã chôn nhiều thường dân chết do hỏa lực hạng nặng của Mỹ cùng với binh sĩ tử trận của chính họ.

## Bối cảnh
Sáng sớm ngày 31 tháng 1 năm 1968, trong dịp Tết Nguyên Đán, Quân đội Nhân dân Việt Nam và Quân Giải phóng miền Nam Việt Nam cùng lúc tấn công bất thình lình tại nhiều thành phố và địa phương trên miền Nam Việt Nam – trong đó có Sài Gòn và Huế.
Với mục đích giành giật chủ quyền tại Huế, trận chiến 28 ngày giữa Quân Giải phóng miền Nam Việt Nam với Quân đội Hoa Kỳ và Quân lực Việt Nam Cộng hòa đã diễn ra và kết quả là 40% thành phố bị phá hủy, 116.000 người mất nhà ở. Quân đội Hoa Kỳ và Quân lực Việt Nam Cộng hòa chịu khoảng 4.400 lính thương vong, trong khi Quân Giải phóng miền Nam Việt Nam và Quân đội Nhân dân Việt Nam cũng tổn thất trên 4.000 quân. Cũng trong cuộc tái chiếm này, quân đội Mỹ đã sử dụng tối đa vũ khí hạng nặng như bom napalm, đại bác, pháo xe tăng và súng không giật cỡ lớn. Trong số 17.134 ngôi nhà tại Huế, 9.776 ngôi nhà bị phá hủy hoàn toàn, 3.169 bị hư hỏng nặng; số thường dân thiệt mạng theo ước tính đầu tiên của chính phủ Việt Nam Cộng hòa là 3.776 người. Tài liệu Quân Giải phóng miền Nam Việt Nam cho biết họ đã chôn cất khoảng 2.000 nạn nhân do bom đạn tại các khu mộ tập thể cùng với binh sĩ tử trận của chính họ.

## Số liệu về các hố chôn tập thể

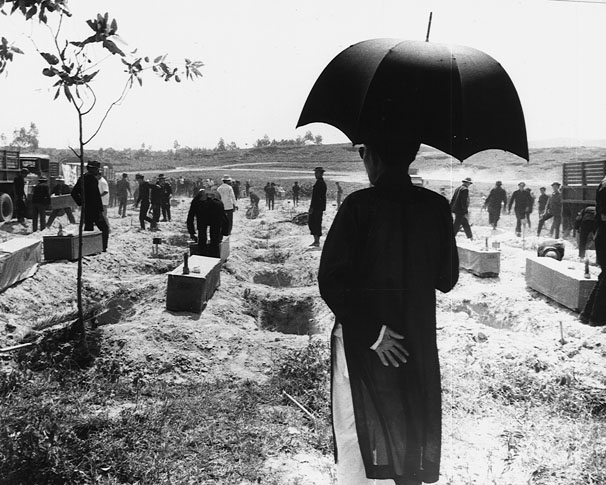
Cải táng các thi hài khai quật trong các hố chôn tập thể sau trận Tết Mậu Thân

Trong những tháng và những năm tiếp theo sau Trận Mậu Thân tại Huế, bắt đầu từ ngày 31 tháng 1 năm 1968, và kéo dài tổng cộng 26 ngày, hàng chục ngôi mộ tập thể được phát hiện trong và xung quanh Huế. Nạn nhân bao gồm phụ nữ, nam giới, trẻ em và trẻ sơ sinh. Số liệu từ các nguồn khác nhau có sự không thống nhất.
Theo Nguyễn Lý Tưởng, cựu Dân biểu VNCH khu vực Thừa Thiên, trong 22 địa điểm tìm được các mồ chôn tập thể, người ta đếm được 2.326 sọ người. Sau tết, các gia đình kê khai có người chết hoặc mất tích là 4.000 gia đình. Chính quyền Việt Nam Cộng Hòa thì đưa ra danh sách 4.062 nạn nhân được họ xác định là đã bị mất tích, bắt cóc hoặc bị giết. Theo các báo cáo của Việt Nam Cộng Hòa, nhiều thi thể được tìm thấy ở tư thế bị trói buộc, bị tra tấn và đôi khi bị chôn sống. Võ Văn Bằng, quan chức VNCH, Trưởng ban Cải táng nói với đài Á Châu Tự Do (RFA) năm 2008: "Các hố cách nhau. Mỗi hố vào khoảng 10 đến 20 người. Trong các hố, người thì đứng, người thì nằm, người thì ngồi, lộn xộn. Các thi hài khi đào lên, thịt xương đã rã ra. Trên thi hài còn thấy những dây lạt trói lại, cả dây điện thoại nữa, trói thành chùm với nhau. Có lẽ họ bị xô vào hố thành từng chùm. Một số người đầu bị vỡ hoặc bị lủng. Lủng là do bắn, vỡ là do cuốc xẻng...".
Theo báo cáo tổng kết của Douglas Pike, lúc bấy giờ là nhân viên Cục Tâm lý chiến của cơ quan thông tin Hoa Kỳ, năm 1970:
"Câu chuyện (về Huế) chưa chấm dứt. Nếu ước đoán của giới chức Huế được coi như gần đúng, khoảng 2.000 người vẫn còn mất tích. Tổng kết về người chết và mất tích như sau:
- Tổng số dân sự tử vong: 7.600 – chết lẫn mất tích
- Chiến trường: – 1.900 bị thương vì chiến cuộc; 944 thường dân chết vì chiến cuộc
- Nạn nhân trong những ngôi mộ tập thể:

1.173 – số tử thi tìm trong đợt đầu sau cuộc chiến, 1968
809 – số tử thi tìm trong đợt nhì, kể cả tìm thấy ở đụn cát, tháng 3–7 năm 1969
428 – số tử thi tìm trong đợt thứ ba, trong khe Đá Mài (khu Nam Hoa) – tháng 9 năm 1969
300 – số tử thi tìm trong đợt thứ tư, khu Phu Thu, tháng 11 năm 1969
100 – số tử thi tìm thấy các nơi trong năm 1969
1.946 – mất tích (tính đến năm 1970)"
Theo soạn giả Matthew White ghi lại trong cuốn sách "Tàn khốc: 100 sự kiện tử vong cực cao trong lịch sử nhân loại" thì vụ thảm sát ở Huế năm 1968 được ông trích dẫn từ các nguồn khác nhau cho rằng đã có 2.800 người chết và 3.000 người mất tích.
Mark Woodruff ghi rằng một bản báo cáo của Mặt trận Dân tộc Giải phóng bắt được ngày 25 tháng 4 năm 1968 ghi đã "loại khỏi vòng chiến đấu 1.892 nhân viên hành chánh, 38 cảnh sát, 790 tên ác ôn, sáu đại uý, 1 trung uý, 20 thiếu uý và nhiều sĩ quan trừ bị..." trong trận đánh ở Huế, tuy nhiên "loại khỏi vòng chiến đấu" là một khái niệm khá rộng (từ chết, bị thương, đầu hàng cho tới bắt làm tù binh).
Hãng AFP thì đưa tin về nguyên nhân có những hố chôn tập thể tại Huế: "Trong các trận đánh hàng nghìn quân nhân đã bị giết. Quân đội Hoa Kỳ và quân chính phủ (Sài Gòn) phải chôn những binh lính chết của họ bất kỳ nơi nào và lúc nào có thể được. Còn lính dù Nam Việt Nam thì được chôn xác ngay trên trận địa".
Theo Gareth Porter, một học giả Mỹ, các ước lượng ban đầu của Bộ Di dân và An sinh Xã hội Việt Nam Cộng hòa, số dân thường thiệt mạng do giao tranh và bom pháo là 3.776, trên tổng số dân thường bị thương, chết hoặc mất tích là 6.700 người, chứ không phải các con số 944 và 7.600 do Tiểu đoàn Chiến tranh Chính trị số 10 của Quân lực Việt Nam Cộng hòa đưa ra.
Về các con số cụ thể tại các địa điểm khai quật, Gareth Porter viết:
"...tại địa điểm trường trung học Gia Hội, báo cáo chính thức của Mỹ, dựa trên thông tin cung cấp bởi Tiểu đoàn Chiến tranh Chính trị số 10, đưa ra tổng số 22 mộ tập thể và 200 tử thi, với bình quân 9 tử thi mỗi mộ. Nhưng khi Steward Harris [phóng viên Thời báo Luân Đôn] được đưa đến địa điểm đó, người sĩ quan Việt Nam hộ tống nói với anh ta rằng mỗi ngôi mộ trong số 22 ngôi có từ 3 đến 7 xác, cho ra tổng trong khoảng từ 66 đến 150. Cũng khoảng trong thời gian đó, Tiểu đoàn Chiến tranh Chính trị số 10 xuất bản một cuốn sách nhỏ dành cho người đọc Việt Nam, trong đó nói rằng tại trường học có 14 mộ (chứ không phải 22), con số này còn làm giảm tổng số hơn nữa."
Gareth Porter cũng dẫn lời kể của Alje Vennema, một bác sĩ làm việc cho một đội y tế Canada tại bệnh viện Quảng Ngãi và đã tình cờ có mặt tại Bệnh viện Huế trong thời gian xảy ra sự kiện Tết Mậu Thân, nói tổng số tử thi tại bốn địa điểm chính được phát hiện ngay sau Tết là 68, chứ không phải con số 477 như đã được tuyên bố chính thức, và hầu hết tử thi có dấu vết quân phục.

## Văn hóa
Tác phẩm Giải khăn sô cho Huế của Nhã Ca xuất bản năm 1969 là một tác phẩm viết về thời điểm Tết Mậu Thân ở Huế, nói đến những biến cố đã xảy ra trong thành phố này vào dịp Tết 1968. Cuốn Đêm nghe tiếng đại bác và cuốn phim Đất khổ cũng rút từ sự kiện này ở Huế, Đất khổ đã bị cấm tại Việt Nam.

### Phỏng vấn nhân chứng
- Hoàng Phủ Ngọc Tường Lưu trữ ngày 11 tháng 12 năm 2012 tại Wayback Machine
- Bà Nguyễn Công Minh
- Phạm Thị Xuân Quế